# Hold On Me
Hold One Me – singel angielskiego piosenkarza Marlona Roudette, wydany 1 czerwca 2012 nakładem wytwórni fonograficznej Universal Music. Utwór został wydany jako ostatni singel promujący album Matter Fixed. 
"Hold One Me" znalazł się również na składance "Bravo Hits, Vol. 77" i "Best Of 2012 - Sommerhits". Piosenka została wykorzystana w brytyjskim reality show Made in Chelsea.

## Teledysk
Teledysk do singla został wyreżyserowany przez "LJ" a jego oficjalna premiera odbyła się 20 czerwca 2012 roku.